# خافيير كوهيني ميراليس
خافيير كوهيني ميراليس (مواليد 3 مايو 1987) لاعب كرة قدم فلسطيني تعود أصوله لمدينة بيت لحم. هاجرت عائلته في عام 1948 صوب الباراغواي.

## المسيرة
لعب لعدة أندية باراغويانية وبرازيلية وأرجنتينية، لينتقل بعدها لنادي أولهاننسه البرتغالي ومنه لنادي فيتوريا سيتوبال. انتقل مؤخراً لنادي بوراتس تشاتشاك الصربي الصاعد حديثاً لدوري الدرجة الممتازة، ولعب مع فريقه عقب مشاركته مع المنتخب الوطني الفلسطيني في بطولة كأس السلام في الفلبين. يجيد ميراليس اللعب في عدة مراكز دفاعية، لكن أفضل مركز له هو قلب الدفاع.

## روابط خارجية
- خافيير كوهيني ميراليس على موقع قاعدة بيانات كرة القدم.إي يو (الإنجليزية)
- خافيير كوهيني ميراليس على موقع ناشيونال فوتبول تيمز (الإنجليزية)
- خافيير كوهيني ميراليس على موقع Soccerway.com (الإنجليزية)
- خافيير كوهيني ميراليس على موقع AS.com (الإسبانية)

- خافيير كوهنه على Soccerway